# たいはっくる
たいはっくるは、宮城県仙台市太白区長町にある複合施設である。東日本旅客鉄道（JR東日本）および仙台市地下鉄長町駅の前に立地し、公共施設や商業施設、タワーマンションを主な構成要素とする。株式会社たいはっくるが施設を管理、運営している。

## 概要
1914年（大正3年）から1961年（昭和36年）まで運行された秋保電気鉄道のターミナル駅だった秋保電鉄長町駅の跡地は、バスの長町ターミナルとして同線廃止後は仙南交通、1970年（昭和45年）からは宮城交通が利用した。その跡地約1.16haに「長町駅前第一地区第一種市街地再開発事業」を施行し、約200.6億円をかけて1999年（平成11年）に設置されたのが「たいはっくる」である。
建物は、以下の3つに大きく分かれる。
1. 地上31階建て：低層階に商業施設、高層階は「ライオンズタワー仙台長町」
2. 地上6階建て：低層階に商業施設、その上に「楽楽楽ホール」や市の公共施設
3. 地上5階建て：市の公共施設

本来は3つの建物を合わせた複合施設を「たいはっくる」と言うが、「楽楽楽ホール」が入る2.の6階建ての建物を指して「たいはっくる」という場合もある。
1.と2.は長町ターミナルの跡地に建っており、2010年7月まで窓口業務として宮城交通の長町定期券発売所が入店していた。3.はそこから南西に延びる秋保電鉄の軌道敷跡の一部に建てられている。1.と2.は1階で繋がり、両者の間にはアーケードがかけられている。2.と3.は3階の高さでブリッジで繋がっている。1.と2.の両建物に入る商業施設区画は一体的に「イオプラザ」と呼ばれている。
仙台市地下鉄南北線・長町駅の南1出口が「イオプラザ」にあるほか、JR長町駅も旧国道4号をはさんで向かい側にあり、交通アクセスがよい。
なお、当施設が開業してから長町駅東口のバスターミナルの整備・稼働開始までは、宮城交通の方向幕は、電光幕を含めて「長町ターミナル」行という表示のままであったが、現在では、全ての便が「JR長町駅東口」行となっている。

## 構成する建物

### 31階建て（ライオンズタワー仙台長町）
マンションとしては市内一の高さを誇る。総戸数は257戸。周辺には目立った高層建築物はなく、長町地区のランドマーク的な存在となっている。屋上にはNTTドコモ東北の携帯電話用アンテナ（PDC・FOMAとも設置）があり、さらに2007年（平成19年）9月からエフエムたいはくの送信アンテナが設置され放送を開始した。

### 6階建て（たいはっくる）
1999年（平成11年）6月1日に、太白区情報センターが開館。同年9月1日に、太白区文化センターと太白図書館が開館した。
下記の公共施設と、商業施設からなる。
- 太白区文化センター
  - 楽楽楽ホール（らららホール）530席
  - 展示ホール
- 太白図書館
- 太白区情報センター
- イオプラザ（商業施設区画）

### 5階建て
1999年（平成11年）6月1日に開館した。下記の公共施設からなる。
- 太白区中央市民センター
- 太白区中央児童館

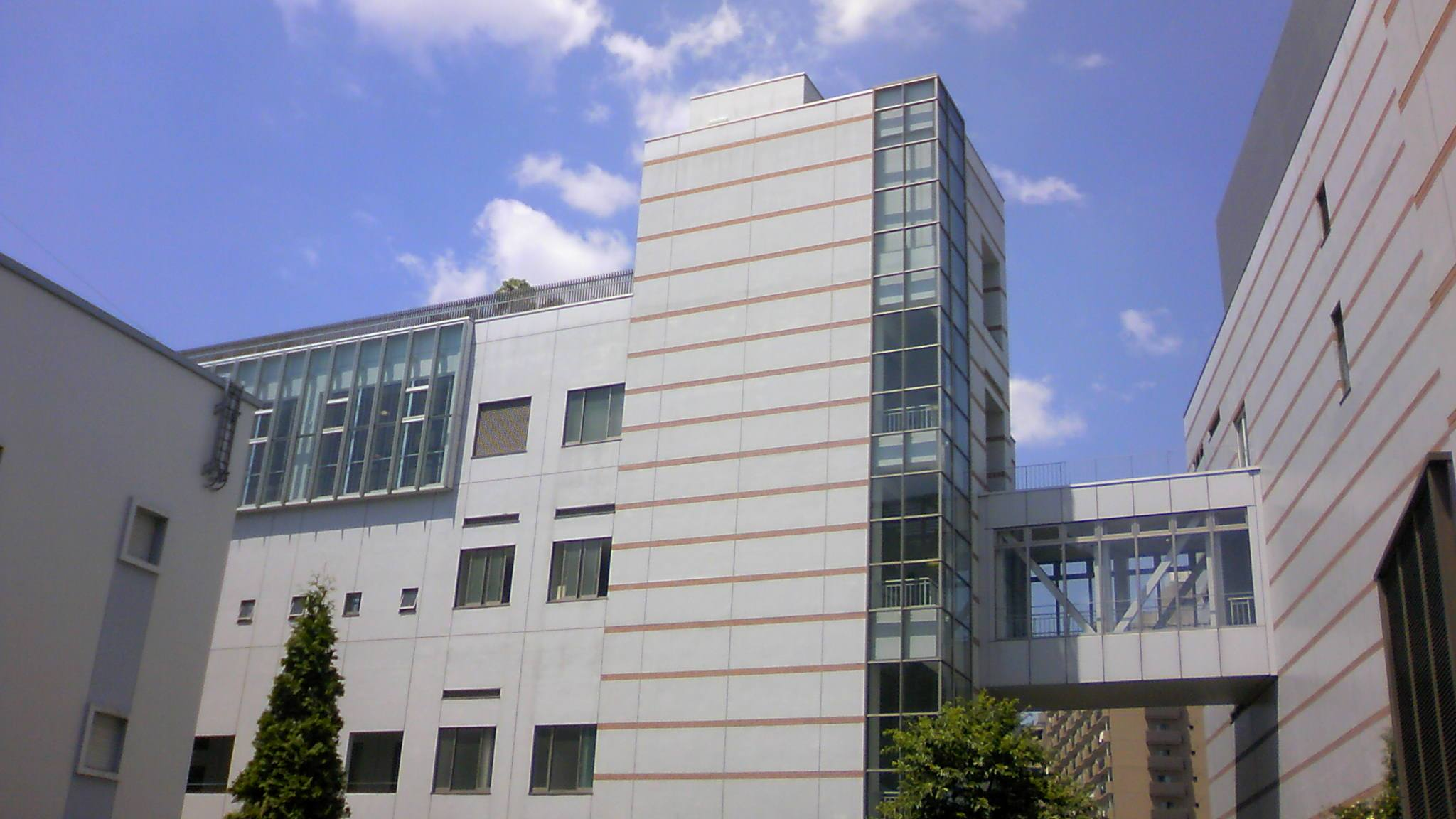
たいはっくる別館

## アクセス
- 仙台市地下鉄（SS）南北線・長町駅から徒歩1分
- 東日本旅客鉄道（JR東日本）東北本線/常磐線・長町駅から徒歩2分
- JR/仙台空港鉄道（SAT）仙台空港アクセス線・長町駅から徒歩2分
- 地下駐車場：253台

## 周辺施設
- 長町駅
- エフエムたいはく